# Man about Dog
Man About Dog (bra: Correndo pra Cachorro) é um filme independente de comédia da Irlanda feito em coprodução com o Reino Unido.

## Sinopse
Os personagens principais do filme são Mo Chara, Scud Murphy e Cerebelares Paulsy, todos do Oeste de Belfast. Eles têm interesse em corridas de cães, que o narrador, Mo Chara, nos informa que é muito importante na Irlanda. Um jogador faz uma proposta a eles, ajudá-lo a vencer uma corrida através de métodos desleais e em troca ele vai dar-lhes um cão. Depois de sabotar a corrida, conforme solicitado, eles descobrem que o cachorro, "Boots", como eles chamam, é inútil como um cão de corrida.[carece de fontes?]

## Elenco
- Allen Leech ... Mo Chara
- Tom Murphy ... Cerebral Paulsy
- Ciaran Nolan ... Scud Murphy
- Sean McGinley ... J.P. McCallion
- Pat Shortt ... Fergie
- Fionnula Flanagan ... Olivia
- Martin Rogan ... Mooney
- John Travers